# Hylaeus medialis
Hylaeus medialis là một loài Hymenoptera trong họ Colletidae. Loài này được Morawitz mô tả khoa học năm 1890.